# Manny Pacquiao
Emmanuel "Manny" Dapidran Pacquiao (Kibawe, 17. prosinca 1978.) - filipinski profesionalni boksač i političar. On je prvi boksač, koji je postao svjetski prvak u 8 različitih boksačkih težinskih kategorija, u kojima je osvojio deset naslova svjetskog prvaka. Također je prvi boksač, koji je linearno osvojio naslov u četiri različite kategorije. Ima nadimke "Manny" i "Pacman".
Prozvan je "borcem desetljeća" za 2000. godine. Više puta proglašen je borcem godine.
Osim boksa, Pacquiao bavio se glumom, glazbom i politikom. U svibnju 2010. godine, Pacquiao je izabran u Zastupnički dom Filipina, te predstavlja pokrajinu Sarangani. Uživa veliku popularnost na Filipinima. Jedan je od najplaćenijih športaša na svijetu s 32 milijuna dolara. 
Nosio je filipinsku zastavu na otvaranju Olimpijskih igara u Pekingu 2008. godine, premda nije na njima ni nastupao. To je bila ideja tadašnje filipinske predsjednice Glorije Macapagal-Arroyo.
O njemu je snimljen filipinski film: "Pacquiao: The Movie". Prvi je filipinski športaš, koji se pojavio na poštanskoj marki. Bio je na popisu najutjecajnih ljudi svijeta časopisa "Time" za 2009. godinu, zbog velike popularnosti i humanitarnih aktivnosti na Filipinima. Počasni je član američke košarkaške NBA momčadi Boston Celtics.
Početkom 2013. godine dobio je upozorenje, da su se kod njega počeli pojavljivati prvi znakovi Parkinsonove bolesti te da bi mu bilo najpametnije, da završi svoju borilačku karijeru.
U rujnu 2021. Manny Pacquiao najavio je svoju kandidaturu za predsjedničke izbore 2022. godine.